# Verșîna (Luka), Jîtomîr
Verșîna (în ucraineană Вершина) este un sat în comuna Luka din raionul Jîtomîr, regiunea Jîtomîr, Ucraina.

## Demografie
Componența lingvistică a localității Verșîna
     Ucraineană (89,19%)
     Rusă (10,81%)
Conform recensământului din 2001, majoritatea populației localității Verșîna era vorbitoare de ucraineană (89,19%), existând în minoritate și vorbitori de rusă (10,81%).